# Heteropoda bulburin
Heteropoda bulburin là một loài nhện trong họ Sparassidae.
Loài này thuộc chi Heteropoda. Heteropoda bulburin được Hugh Davies miêu tả năm 1994.